# 비인초등학교
비인초등학교는 대한민국 충청남도 서천군 비인면 성내리에 있는 공립 초등학교이다.

## 학교 연혁
- 1913년 6월 5일 비인공립보통학교 개교
- 1925년 4월 1일 6년제 연장
- 1938년 4월 1일 교명 변경(비인공립심상소학교)
- 1941년 4월 1일 교명 변경(비인공립국민학교)
- 1943년 4월 1일 성산분교장 설치
- 1946년 10월 1일 남당분교장, 관리분교장 설치
- 1949년 9월 1일 관리분교장 국민학교 승격
- 1969년 3월 1일 24학급 1,379명 재학
- 1970년 3월 1일 남당분교장 국민학교 승격
- 1982년 3월 1일 특수학급 설치, 19학급 편성
- 1985년 9월 14일 병설유치원 개원
- 1989년 3월 1일 성산분교장 편입
- 1992년 3월 1일 성산분교장 통폐합
- 1993년 3월 1일 남당분교장 통폐합
- 1996년 3월 1일 비인초등학교로 개칭
- 2001년 11월 19일 다목적강당 증축
- 2007년 3월 1일 비남초등학교 통폐합
- 2016년 2월 5일 제101회 졸업 (총 7973명)
- 2016년 3월 1일 초등 7학급(특수1포함), 병설유치원 1학급 편성
- 2017년 2월 9일 제102회 졸업 (총 7985명)
- 2017년 3월 1일 초등 6학급, 병설유치원 1학급 편성

## 참고 자료
- 비인초등학교 - 한국교육학술정보원 학교알리미